# Nazzareno Berto
Nazzareno Berto, né le 20 février 1957 à Conselve, est un coureur cycliste italien. Il est professionnel de 1979 à 1984.

## Palmarès sur route

### Palmarès amateur
- 1976
  - Trofeo Banca Popolare di Vicenza
  - 4e étape du Baby Giro
- 1978
  - Grand Prix de l'industrie et du commerce de San Vendemiano
  - Astico-Brenta
  - Medaglia d'Oro Comune di Villadose

### Palmarès professionnel
- 1980
  - Tour de Toscane
- 1981
  - 3e de Milan-Turin

## Résultats sur les grands tours

### Tour de France
1 participation
- 1979 : hors délais (15e étape)

### Tour d'Italie
4 participations
- 1980 : 80e
- 1982 : 89e
- 1983 : 122e
- 1984 : 128e

## Palmarès sur piste

### Championnats du monde
- Besançon 1980
  - 7e de la vitesse
  - 8e du keirin

### Championnats d'Italie
- 1975
  -  Champion d'Italie de poursuite juniors
  -  Champion d'Italie de poursuite par équipes juniors
- 1980
  -  Champion d'Italie du keirin
- 1983
  -  Champion d'Italie de la course aux points